# Zmienka
Zmienka (Cryptogramma R.Br.) – rodzaj paproci z rodziny orliczkowatych. Należy do niego 9 gatunków. Rośliny te występują w strefie subarktycznej i umiarkowanej półkuli północnej i w południowej części Ameryki Południowej, często na obszarach górskich. W Polsce rośnie zmienka górska C. crispa. Ten gatunek też bywa uprawiany jako roślina ozdobna.

## Systematyka
Rodzaj z podrodziny Cryptogrammoideae w obrębie rodziny orliczkowatych Pteridaceae.
Wykaz gatunków
- Cryptogramma acrostichoides R.Br.
- Cryptogramma bithynica S.Jess., L.Lehm. & Bujnoch
- Cryptogramma brunoniana Wall. ex Hook. & Grev.
- Cryptogramma cascadensis E.R.Alverson
- Cryptogramma crispa (L.) R.Br. – zmienka górska
- Cryptogramma fumariifolia (Phil.) Christ
- Cryptogramma gorovoii Vaganov & Shmakov
- Cryptogramma sitchensis (Rupr.) T.Moore
- Cryptogramma stelleri (S.G.Gmel.) Prantl